# 1,039/Smoothed Out Slappy Hours
1,039/Smoothed Out Slappy Hours er et opsamlingsalbum fra 1991 af Green Day der indeholder:

## Numre
Al lyrik skrevet af Billie Joe Armstrong med undtagelse ved noteret, al musik komponeret af Green Day.
| Nr. | Titel                                      | Længde |
| --- | ------------------------------------------ | ------ |
| 1.  | "At the Library"                           | 2:26   |
| 2.  | "Don't Leave Me"                           | 2:37   |
| 3.  | "I Was There" (lyrik skrevet af Kiffmeyer) | 3:36   |
| 4.  | "Disappearing Boy"                         | 2:52   |
| 5.  | "Green Day"                                | 3:29   |
| 6.  | "Going to Pasalacqua"                      | 3:30   |
| 7.  | "16"                                       | 3:24   |
| 8.  | "Road to Acceptance"                       | 3:35   |
| 9.  | "Rest"                                     | 3:05   |
| 10. | "The Judge's Daughter"                     | 2:34   |

| 11. | "Paper Lanterns"                                           | 2:23 |
| 12. | "Why Do You Want Him?"                                     | 2:31 |
| 13. | "409 in Your Coffeemaker"                                  | 2:52 |
| 14. | "Knowledge" (Operation Ivy cover; lyrik af Jesse Michaels) | 2:19 |

| 15. | "1,000 Hours"                                          | 2:25 |
| 16. | "Dry Ice"                                              | 3:45 |
| 17. | "Only of You"                                          | 2:47 |
| 18. | "The One I Want" (lyrik skrevet af Armstrong og Dirnt) | 3:01 |

| Nr.           | Titel                                                                  | Længde |
| ------------- | ---------------------------------------------------------------------- | ------ |
| 19.           | "I Want to Be Alone" (fra The Big One kompilation af Flipside Records) | 3:09   |
| Total længde: | Total længde:                                                          | 56:15  |